# Estratónice de Pérgamo
Estratónice (en griego antiguo: Στρατονίκη, romanizado: Stratoníkē; nacida alrededor del 200 a. C.; fallecida entre el 138 y el 133 a. C.), también Estratónice IV, fue hija del rey capadocio Ariarates IV y esposa del gobernante atálida Eumenes II y Atalo II.

## Origen
Estratónice era de ascendencia persa y greco-macedonia. Su madre, Antióquide, era hija del rey seléucida Antíoco III, conocido como el Grande, y de Laódice. Su padre Ariarates III era hijo del primer cogobernante de una Capadocia independiente de los seléucidas, Ariarates III, y de Estratónice, hija del rey seléucida Antíoco II. Tuvo dos hermanos: Mitrídates, que sucedió a su padre con el nombre de Ariarates V, y Orofernes. Sin embargo, la relación exacta entre ambos hermanos no está clara, ya que una leyenda del período helenístico afirmaba que Orofernes era hijo de Ariarates IV. Sin embargo, este rumor solo lo recoge Diodoro Sículo en el siglo I a. C.

## Reinado
En el año 188 a. C., Capadocia fue aceptada como aliada romana. Más tarde ese mismo año, Estratónice se casó con el rey Eumenes II de Pérgamo, según un acuerdo entre su padre y Eumenes II.
Eumenes II visitó Roma en el año 172 a. C. Durante su visita,  expresó su hostilidad hacia el rey Perseo de Macedonia e informó al Senado romano sobre los supuestos planes de Perseo para ganar influencia en Grecia. A su regreso a Pérgamo, Eumenes II fue atacado cerca de Cirra y en ese momento se pensó que había sido asesinado. su hermano Atalo II se casó con Estratónice. Sin embargo, cuando se conocieron los hechos reales del caso a la vuelta de Eumenes, este anuló inmediatamente el matrimonio.
Antes de 159 a. C., Estratónice dedicó una estatua de la diosa Atenea en la biblioteca de Pérgamo. Ese mismo año murió Eumenes II. Su hermano, Atalo II Filadelfo, lo sucedió y se volvió a casar con Estratónice. Tuvo hijos de su matrimonio con Eumenes II, entre los que se encontraba Atalo III.
Atalo III era demasiado joven para reinar, por lo que Atalo II actuó como regente I. Atalo III aceptó el título honorífico de Filometor, que significa ‘el que ama a su madre’.
Estratónice y Atalo III tenían una relación muy estrecha. Durante el reinado de Estratónice con su segundo marido, su hermano Ariarates V fue llevado al reino, porque su otro hermano Orofernes se convirtió en rey, que  fue apoyado por su primo hermano, el rey seléucida Demetrio I Sóter.
En el año 138 a. C. murió Atalo II y le sucedió en el trono Atalo III. Estratónice murió alrededor del año 135 a. C. Es posible que Atalo III envenenase a los individuos a los que consideraba responsables de la muerte de su madre Estratónice y de su esposa Berenice.
Estratónice es conocida por dos inscripciones casi idénticas de Delos  y Pérgamo.
Ὁ δῆμος ὁ Ἀθηνα[ίων]

βασίλισσαν Στρατον[ίκην]

βασιλέως Ἀριαρά[θου]

ἀρετῆς ἒνεκεν καὶ εὐνοίας

τῆς εἰς ἐαυτόν,

Ἀρτέμιδι, Λητοῖ, Ἀπόλλωνι.
El pueblo de los atenienses (consagra)

a la reina Estratónice,

hija del rey Ariarates,

por su carácter ejemplar y su benevolencia

hacia sí mismo

a Artemisa, a Leto y a Apolo.
La datación de las inscripciones es objeto de debate y, según el punto de vista y la supuesta ocasión, varía entre antes del 189 a. C., el año 188 a. C. y la época de agitación del trono capadocio, del 159 al 156 a. C. Durante este último periodo, Orofernes intentó hacerse con el poder en el reino de Capadocia, pero fue rechazado por la influencia de Pérgamo bajo Atalo II. Por tanto, la autopromoción atálida en esta ocasión podría estar detrás de las dotes a favor de la reina de Pérgamo de la casa capadocia.